# Benedikt Groß

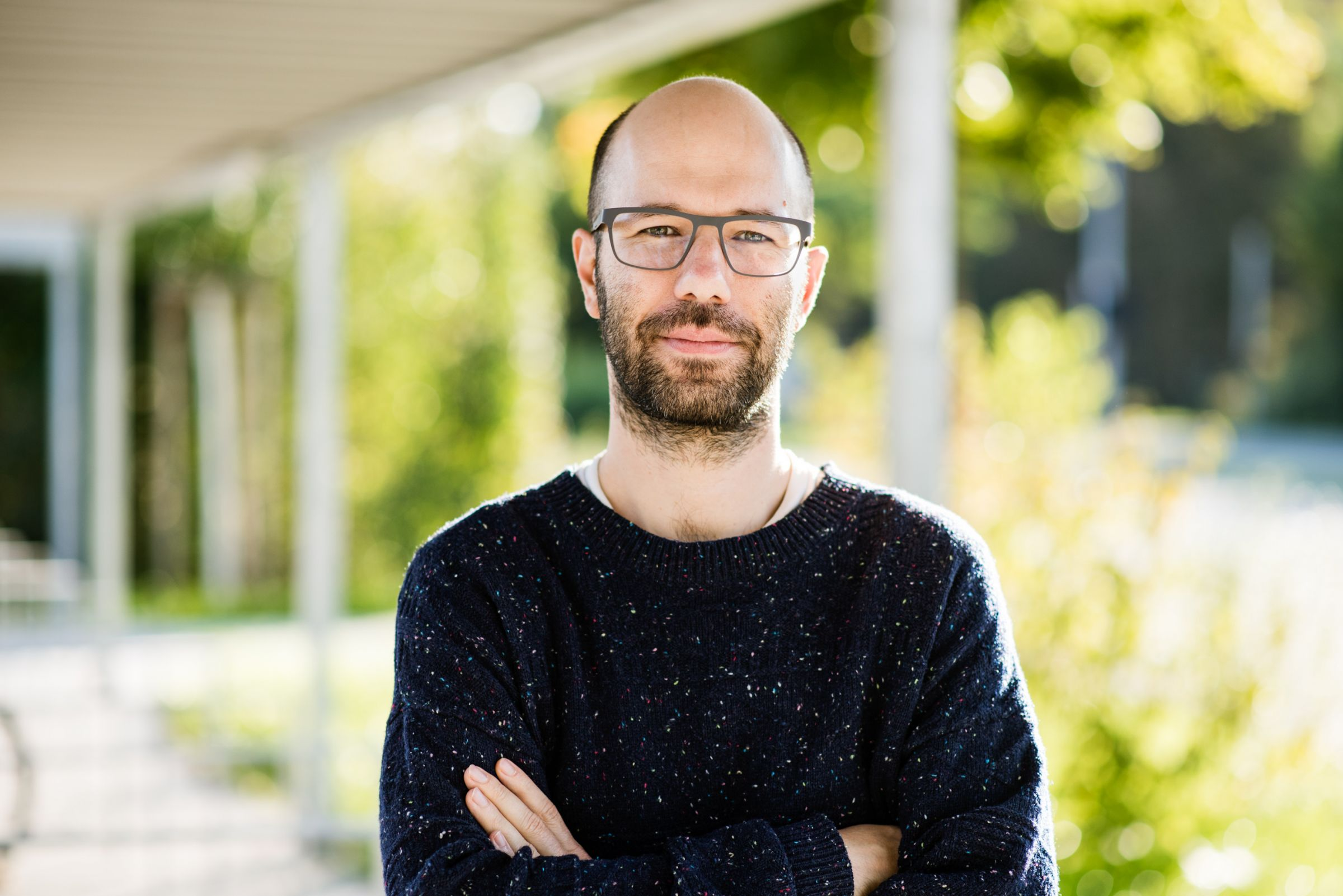
Benedikt Groß (2017)

Benedikt Groß (* 1980 in Saulgau) ist ein deutscher Designer und Hochschullehrer.

## Leben
Groß studierte zuerst Geografie und wechselte ohne Abschluss in ein Studium des Kommunikationsdesigns an der Hochschule für Gestaltung Schwäbisch Gmünd. Nach seinem Diplom 2007 war er dort anschließend als wissenschaftlicher Mitarbeiter bis 2009 tätig. Von 2009 bis 2011 war er als Creative Technologist in der Industrie bei Intuity Media Lab tätig. Mit dem DAAD-Jahresstipendium Bildende Kunst, Design, Film ging er 2011 an das Royal College of Art und studierte dort unter Dunne & Raby im Master Design Interactions und schloss dort 2013 mit Auszeichnung ab. Währenddessen forschte er als Informationsvisualisierer am MIT Senseable City Lab in Boston und Singapore. Nach seiner Rückkehr nach Deutschland war er mehrere Jahre bis 2020 assoziierter Design Director von Moovel Lab, arbeitete gleichzeitig freiberuflich und künstlerisch an eigenen Projekten mit diversen internationalen Ausstellungen und Auszeichnungen.
Groß hatte von 2013 bis 2014 einen Lehrauftrag an der HfG Schwäbisch Gmünd inne. 2015 wurde er zum Professor für Digital Design an die RWU Ravensburg-Weingarten berufen und wechselte 2017 an die HfG Schwäbisch Gmünd in den Studiengang BA Interaktionsgestaltung. In 2019 absolvierte er ein Forschungssemester im Studio for Creative Inquiry an der Carnegie Mellon University. Seit 2019 ist er Studiengangsleiter des Master Strategische Gestaltung.

## Publikationen (Auswahl)
- mit Eileen Mandir: Zukünfte gestalten – Spekulation. Kritik. Innovation. Mit »Design Futuring« Zukunftsszenarien strategisch erkunden, entwerfen und verhandeln. Mainz 2022: Verlag Hermann Schmidt. ISBN 978-3874399586; englisch: London 2024: Laurence King. ISBN 978-1529435054; japanisch: Tokio 2024: BNN. ISBN 978-4802513050.
- mit Hartmut Bohnacker, Julia Laub, Claudius Lazzeroni, Joey Lee und Niels Poldervaart: Generative Gestaltung, Creative Coding im Web: entwerfen, programmieren und visualisieren mit Javascript und p5.js. Mainz 2018: Verlag Hermann Schmidt. ISBN 978-3874399029; englisch: New York 2018: Princeton Architectural Press. ISBN 978-1616897581; japanisch: Tokio 2018: BNN. ISBN 978-4802510974.
- mit Joey Lee: ABC – The Alphabet from the Sky. New York 2016: Penguin Random House. ISBN 978-1101995815.
- mit Hartmut Bohnacker, Julia Laub und Claudius Lazzeroni: Generative Gestaltung: entwerfen, programmieren, visualisieren. Mainz 2009: Verlag Hermann Schmidt. ISBN 978-3-87439-759-9; französisch: Paris 2010: Pyramyd. ISBN 978-2-35017-215-6; englisch: New York 2012: Princeton Architectural Press. ISBN 978-1-616-89077-3; japanisch: Tokio 2016: BNN. ISBN 978-4-8025-1013-4.